# Pozytyw
Pozytyw – odwrotność negatywu. W filmie, pozytywowa kopia pokazowa filmu na błonie fotograficznej do wyświetlania w kinie.
W fotografii, pozytyw jest obrazem fotograficznym odwzorowującym prawidłowo (zgodnie z rzeczywistością) obraz istniejący w naturze, a mówiąc dokładniej: odzwierciedla wprost proporcjonalnie różnice pomiędzy jasnością i barwą poszczególnych miejsc w fotografowanym obrazie. 
Fotograficzne materiały pozytywowe dzieli się na:
- pod względem podłoża:
  - przezroczyste (diapozytywy),
  - nieprzezroczyste (odbitki, najczęściej na podłożu papierowym lub plastikowym),

- pod względem kolorystyki:
  - czarno-białe,
  - kolorowe.